# ソラトブマチ
『ソラトブマチ』 （英語 soratobumachi）は、2014年の日本・フランス合作映画。 小原正至監督、ケフィ・アブリック、長嶋美紗主演。

## 概要
日本人監督作品ではあるが、全編にわたりほぼフランス語を使用。日本語字幕のみで吹き替え版はない。撮影場所はパリとその周辺だが一部日本のシーンがある。キャッチコピーは「不自由な安定と不安定な自由」。日本でウルトラマンゼノン、仮面ライダー凍鬼のスーツアクターとして活動したフランス人俳優・アクション監督のケフィ・アブリックが主演を務め、長嶋美紗がヒロインを務めた。

## あらすじ
不自由な安定主義のマニュは、いつものように出勤するが、ここ最近、通勤途中で箸にも棒にも掛からない絵を並べている東洋人の女ソラをよく見る。興味本位で話かけてみるが生意気な態度なソラ。軽く対抗してみたマニュだが結局相手のペースにはまっていらない絵を買ってしまう。その日の夜の帰宅途中、マニュは毛布にくるまっているソラを発見してしまう。

## 出演
- ケフィ・アブリック
- 長嶋美紗

## スタッフ
- 小原正至